# شاهد ۲۳۸
شاهد ۲۳۸ یک پهپاد انتحاری توربوجت ساخت ایران است که در نمایشگاه نوامبر ۲۰۲۳ سپاه پاسداران انقلاب اسلامی به نمایش درآمد.

## بررسی اجمالی
در سپتامبر ۲۰۲۳، یک تریلر از یک مستند تلویزیون دولتی ایران در مورد توسعه هواپیماهای بدون سرنشین ایران، وجود نسخه شاهد ۱۳۶ با موتور جت را فاش کرد. این پهپاد جدید در نوامبر ۲۰۲۳ در نمایشگاه دستاوردهای هوافضا که توسط سپاه پاسداران انقلاب اسلامی با حضور علی خامنه‌ای برگزار شد، رونمایی شد. از این پهپاد سه مدل در یک طرح رنگ مشکی نمایش داده شد، اما هیچ اطلاعاتی از اینکه این یک ماده جاذب رادار است یا فقط یک طرح رنگی برای ناشناس ماندن در عملیات شبانه است، در دست نیست.
در مقایسه با شاهد-۱۳۶ که پروانه محور آن با سرعتی در حدود ۱۸۰ کیلومتر بر ساعت (۱۱۰ مایل بر ساعت) می رسید، شاهد-۲۳۸ با موتور میکرو توربوجت ۸۹۶ طلوع-۱۰ می‌تواند به سرعت ۵۰۰ کیلومتر بر ساعت (۳۱۰ مایل بر ساعت) برسد. در طول حمله روسیه به اوکراین، هیچ داده قابل تأییدی در مورد درصد سرنگونی شاهد ۱۳۱/۱۳۶ توسط ضدهوایی‌های ابتدایی، به دلیل اندازه کوچک و حملات جمعی و سرعت کمشان وجود ندارد. رهگیری یک پهپاد تهاجمی یک طرفه با موتور جت (OWA-UAV) برای چنین دفاعی سخت‌تر خواهد بود، اگرچه دود اگزوز جت رد فروسرخ بیشتری به آن می‌بخشد و آن را در برابر موشک‌های فروسرخ آسیب پذیرتر می‌کند و استفاده از این نوع موتور هزینه بیشتری نسبت به شاهد-۱۳۶ ایجاد می‌کند، اما همچنان ارزانتر از موشک‌های کروز سنتی و همچنین موشک سطح‌به‌هوا (SAMs) است که به سمت آن شلیک می‌شود. برد آن نیز در مقایسه با شاهد-۱۳۶ احتمالاً کاهش یافته‌است.
سه شاهد-۲۳۸ با سیستم‌های مختلف هدایت نمایش داده شدند:
- سامانه ماهواره‌ای ناوبری جهانی پایه.
- سامانه ناوبری اینرسیایی برای اصابت به اهداف ثابت.
- جستجوگر رادار؛ و یک سنسور حسگر الکترو-نوری/دوربین دمانگار.

جستجوگر رادار می‌تواند برای مقابله با رادارهای ضد تشعشع برای انجام سرکوب / انهدام پدافند هوایی دشمن (SEAD/DEAD) یا جستجوگر فعال برای ضربه به اهداف متحرک باشد. حسگر الکترو-نوری/دوربین دمانگار ممکن است برای هدایت خودکار به منابع حرارتی یا اجازه مستقیم به یک اپراتور برای هدایت مستقیم از راه دور بر روی پهپاد استفاده شود.